# Lake Pedder Action Committee
Das Lake Pedder Action Committee, das auch Lake Pedder Action Group genannt wurde, war eine tasmanische Umweltorganisation, die sich in den frühen 1970er Jahren gegen die Errichtung des Lake-Pedder-Staudamms durch die Regierung Tasmaniens einsetzte. 
Die Regierung von Tasmanien hatte die staatliche Hydro-Electric Commission beauftragt, den Lake Pedder im südwestlichen Tasmanien zu fluten. Der Staudamm wurde trotz der Proteste errichtet. Aus diesem Protest entstand eine starke Umweltschutzbewegung in Tasmanien und im übrigen Australien. Aus dieser Protestbewegung ging ebenso die United Tasmania Group, die erste Umweltpartei der Welt als Vorgängerorganisation der heutigen Tasmanian Greens hervor. Ferner wurde die heute australienweit aktive Tasmanian Wilderness Society gegründet, die maßgeblich daran beteiligt war, den Bau des Franklin-Staudamm in Tasmanien in den frühen 1980er Jahren zu verhindern.
Anfang der 1990er Jahre gründete sich ein Aktionskomitee als Lake Pedder Restoration Committee (LPRC) neu. Dieses Komitee hat sich zum Ziel gesetzt, dass der Lake Pedder in seiner ursprünglichen Form wiederhergestellt wird.